# Фтан
Фтан (нем. Ftan) — деревня и бывшая коммуна в Швейцарии, в кантоне Граубюнден. 
До 2014 года имела статус отдельной коммуны. 1 января 2015 года вошла в состав коммуны Скуоль. Входит в состав региона Энджадина-Басса/Валь-Мюштайр (до 2015 года входила в округ Инн).
Население составляет 482 человека (на 31 декабря 2006 года). Официальный код  —  3761.